# Pontianus
Pontianus, född troligen i Rom, död i november 235 på Sardinien, var påve från den 21 juli 230 till 28 september 235. Martyr, vars festdag en gång inföll den 19 november, vilket senare ändrades till 13 augusti. Denna dag delar han med motpåven Hippolytus.

## Biografi
Enligt Liber Pontificalis föddes Pontianus i Rom, och där uppges att hans fars namn var Calpurnius. Han är den förste påven som behandlas i de krönikor som nedtecknades om påvarna från och med 200-talet. Man kan därför datera hans tillträde till ämbetet som påve exakt till den 21 juli 230. Schismen med Hippolytus var ett av de arv han fick från sina företrädare, men mot slutet av hans pontifikat började man se slutet på striden. Pontianus höll en synod som fördömde Origenes.
När Maximinus Thrax började sin förföljelse mot de kristnas överhuvud, blev Pontianus en av de första att falla offer för detta. Han och Hippolytus tillfångatogs år 235, och fördes till Sardinen. Av den orsaken abdikerade Pontianus den 28 september. Man vet inte hur länge Pontianus överlevde i fångenskap, men enligt traditionen avled han under de svåra umbäranden han fick utstå där, och han räknas därför till martyrerna.
Fabianus lät hämta kvarlevorna av Pontianus och Hippolytus till Rom år 236, och begravde Pontianus den 13 augusti i den påvliga kryptan i Calixtus katakomber. Hans grav återfanns 1909. Epitafen lyder, i samstämmighet med andra påvars i kryptan, PONTIANOS, EPISK. MARTUR, men ordet "martur" är tillagt senare.
Enligt Depositiones martyrums kronografi för 354 infaller hans festdag den 13 augusti, men enligt romersk martyrologi den 19 november.